# Algernon Methuen

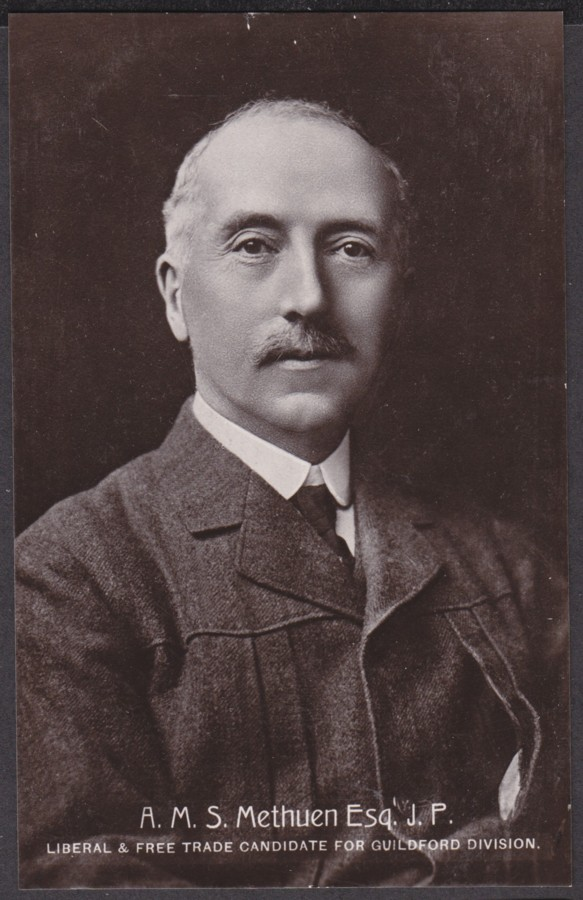
Algernon Methuen, ca. 1910.

Sir Algernon Marshall Stedman Methuen (Londres, 23 de febrero de 1856 - 20 de septiembre de 1924) fue un editor y profesor británico conocido como fundador de la editorial Methuen & Co.

## Biografía
Methuen nació en Londres como tercer hijo de John Buck Stedman, FRCS, y Jane Elizabeth de soltera Marshall. Fue educado en Berkhamsted School y luego en Wadham College, Oxford, donde se graduó con una maestría. Tras graduarse en Oxford, Methuen comenzó a enseñar y se convirtió en director de la Escuela Preparatoria High Croft, en Milford (Surrey), de 1890 a 1895. Mientras enseñaba, comenzó, como actividad complementaria, a escribir varios libros de texto escolares bajo el nombre de AWS Methuen, de los cuales sus series sobre francés, griego y latín fueron las más conocidas. Entre sus obras se encuentran libros sobre jardinería y actualidad. En junio de 1889, Methuen comenzó a publicar y comercializar sus propios libros de texto bajo el sello Methuen & Co. (más tarde Methuen Publishing Ltd.). Dos meses después adoptó formalmente Methuen como apellido. Su primer éxito editorial se produjo en 1892 con la publicación de Barrack-Room Ballads de Rudyard Kipling . Posteriormente publicó obras de Hilaire Belloc, Robert Louis Stevenson y Oscar Wilde .
Methuen fue un crítico abierto de la Guerra Bóer . Se presentó al Parlamento como candidato del Partido Liberal para la sede de Guildford en las elecciones generales de enero de 1910, pero no tuvo éxito. En 1916, fue nombrado baronet de Haslemere en Surrey, y más tarde publicó sus propias memorias.

## Vida personal
Methuen se casó con Emily Caroline Bedford en 1884. Murió en septiembre de 1924, a los 68 años.